# Ель-Джауф (провінція)
29°30′ пн. ш. 39°30′ сх. д. / 29.500° пн. ш. 39.500° сх. д.
Ель-Джауф (араб. الجوف) — одна з 13 провінцій Саудівської Аравії, розташована на півночі країни.